# Chenopodium coronopus
Chenopodium coronopus é uma espécie de planta com flor pertencente à família Chenopodiaceae. 
A autoridade científica da espécie é Moq., tendo sido publicada em Prodromus Systematis Naturalis Regni Vegetabilis 13(2): 76. 1849.

## Portugal
Trata-se de uma espécie presente no território português, nomeadamente no Arquipélago da Madeira.
Em termos de naturalidade é endémica da Região Macaronésia.

## Protecção
Não se encontra protegida por legislação portuguesa ou da Comunidade Europeia.